# فريدريك يوهان ويبر
فريدريك يوهان ويبر (بالإنجليزية: Frederick Johann Weber)‏ هو مصور أمريكي، ولد في 4 مارس 1881، وتوفي في 1967.